# FN FNS-9

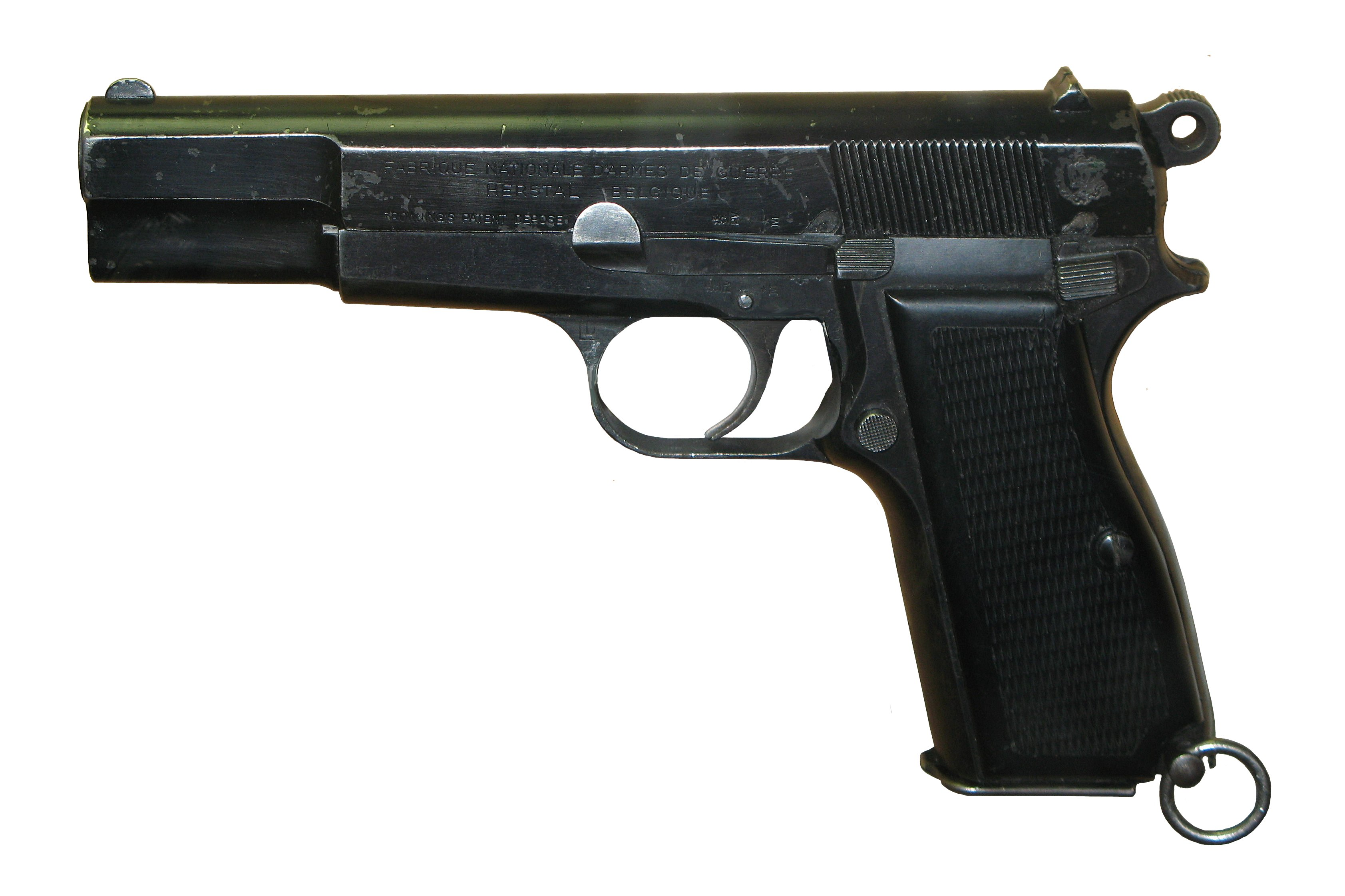
FN FNS-9

Die FN FNS-9 ist eine halbautomatische Pistole im Kaliber 9 × 19 mm mit Polymerrahmen und internem Schlagbolzen. Die von 2011 bis 2018 produzierte Waffe des belgischen Waffenherstellers Fabrique Nationale Herstal war eine Antwort auf den Erfolg anderer Polymerrahmenpistolen diverser Hersteller, allen voran der Glock 17, mit der sie viele technische Eigenschaften teilt.
Sie verfügt über austauschbare Griffelemente zu individuellen Anpassung des Griffumfangs. Außerdem sind alle Bedienelemente (auch der Schlittenfanghebel) so ausgelegt, dass sie gleichermaßen für Links- wie auch Rechtshänder geeignet sind.
Fünf verschiedene Sicherheitssysteme verhindern eine ungewollte Schussabgabe:
- eine in das Abzugszüngel eingelassene Sicherung verhindert das ungewollte Durchziehen des Abzugs
- eine Schlagbolzensicherung blockiert diesen, solange der Abzug nicht durchgezogen ist
- eine Fallsicherung verhindert die Schussabgabe bei einem harten Aufprall der Waffe
- die „out-of-Battery“-Sicherung verhindert ein Auslösen, wenn der Schlitten nicht komplett geschlossen ist
- im Gegensatz zu anderen modernen Dienstpistolen verfügt die FNS-9 über eine manuelle Sicherung